# Dendromus mesomelas
Dendromus mesomelas је врста глодара (Rodentia) из породице Nesomyidae.

## Распрострањење
Ареал врсте покрива средњи број држава. 
Врста има станиште у Јужноафричкој Републици, Танзанији, Боцвани, Замбији, ДР Конгу, Кенији, Малавију, Мозамбику, Намибији и Анголи.

## Станиште
Станишта врсте су шуме, травна вегетација и речни екосистеми.

## Угроженост
Ова врста је наведена као последња брига, јер има широко распрострањење и честа је врста.